# Bitwa pod Sepeją
Bitwa pod Sepeją – starcie zbrojne rozegrane około roku 495 p.n.e. na Peloponezie między Spartą a Argos.  Była to najkrwawsza i najbardziej decydująca z licznych bitew między tymi poleis – na polu bitwy padło 6000 Argejczyków. Utrwaliła ona wywalczoną jeszcze w roku 546 supremację Sparty i przyczyniła się do neutralności Argos podczas wojen perskich .

## Tło i przebieg bitwy

### Przyczyny

#### Powstanie i rozwój Symmachii Spartańskiej
Po zwycięstwie w drugiej wojnie messeńskiej (lata w przybliżeniu 640-620) dobrobyt Sparty i jej wpływy zaczęły stale wzrastać. Ustrój Likugra utwierdził się w swym bezpiecznym konserwatyzmie, żądania ponownego podziału ziemi zostały skutecznie zdławione, a antytyrańska polityka zagraniczna kwitła. Około r. 582 udało się obalić rządy Psammetycha (następcy Periandra) w Koryncie. Wkrótce po r. 560 Spartanie zawarli pierwsze przymierze obronne z pokonaną przez siebie Tegeą, które oznaczało przejście do nowej polityki – „wyzwalania” kolejnych miast od tyranii i zawierania z nimi podobnych sojuszów. Wiosną roku 555 król spartański Anaksandridas i efor Chilon wyzwolili Sykion po stu latach rządów tyranów (ostatnim był Ajschines), a wraz z nimi przypuszczalnie też Filus i Megarę (w tej ostatniej jako tyran władał Theagenes). Obecność ich armii na Istmie doprowadziła też być może do ucieczki z Aten Pizystrata. W taki sposób Sparta stworzyła koalicję militarną (symmachię) „Lacedemończyków i ich sprzymierzeńców”. W państwach, w których obalono tyranię, a które następnie wchodziły w skład Związku Peloponeskiego, do władzy często dochodziły prospartańskie oligarchie. Kierownicze stanowisko Sparty na Płw. Peloponeskim nie było jednak pewne, póki nie dowiodła swojej wyższości nad Argos, bowiem ta zadała jej wcześniej bolesną klęskę pod Hysiaj i od tego momentu rosła w siłę. Do ponownej konfrontacji doszło w roku 546; początkowo pełnoprawną bitwę miała zastąpić walka dwóch oddziałów po 300 hoplitów każdy, lecz jako że obie strony równocześnie przypisywały sobie zwycięstwo, do ogólnej bitwy ostatecznie i tak doszło doszło, i zwyciężyła ją Sparta. Zagrożenie ze strony Argos na jakiś czas zostało zniwelowane .

#### Argos w latach 546–495 p.n.e.
Po klęsce w bitwie ze Spartanami aspiracje Argejczyków do tytułu hegemona na Peloponezie osłabły. Odtąd zaczęli oni nosić krótkie włosy na znak żałoby, podczas gdy Spartanie swoje zapuszczali w geście triumfu . Potęga tej polis odżyła dopiero w ostatnim dziesięcioleciu VI wieku. Wiadome jest, że w tym czasie Sykion skasował wprowadzone przez Klejstenesa przydomki fyl, które były obraźliwe dla tego miasta. Argos nie odczuwała już skutków klęski z roku 546, a nowe ambicje obudziła w niej wiadomość, że Symmachia Spartańska odmówiła wystąpienia przeciw Ateńczykom. W walce o supremację na Peloponezie można było również liczyć na pomoc nieustannie rosnącej w siłę Persji, której Sparta była konsekwentnie przeciwna . 

### Przebieg i skutki
Chcąc zahamować dalszy rozwój Argos oraz wiedząc, że zajęta tłumieniem powstania jońskiego Persja nie będzie jej w stanie pomóc, Sparta ok. roku 495 uzyskała od Eginy i Sykionu okręty wraz z załogami, po czym na wybrzeżu argiwskim w pobliżu Tirynsu wysadziła armię lacedemońską pod wodzą króla Kleomenesa. W bitwie pod Sepeją zginęło 6000 Argejczyków, co było dla tej polis katastrofalne w skutkach. Na pewien czas musiano tam przyznać obywatelstwo periojkom, bowiem w państwie brakowało mężczyzn. Ponadto zwierzchność Argos odrzuciły Tiryns i Mykeny. Klęska pod Sepeją niewątpliwie przyczyniła się do neutralności Argos w trakcie późniejszych najazdów perskich .